# Kaneko Takuro
Kaneko Takuro (sinh ngày 30 tháng 7 năm 1997) là một cầu thủ bóng đá người Nhật Bản.

## Sự nghiệp câu lạc bộ
Kaneko Takuro hiện đang chơi cho Hokkaido Consadole Sapporo.